# Elio Fiorucci
Elio Fiorucci (Milano, 10 giugno 1935 – Milano, 20 luglio 2015) è stato uno stilista e imprenditore italiano, fondatore della casa di moda omonima.

## Biografia
Inizia da giovane, seguendo l'attività paterna, ad occuparsi di moda, prima collaborando con il padre e poi creando una sua attività dedicata alle mode provenienti dal mondo anglosassone alla fine degli anni sessanta. Il 31 maggio 1967 apre il primo negozio in Galleria Passarella a Milano disegnato da Amalia Del Ponte. Nel frattempo avvia una collaborazione con Armando Pollini che quest'ultimo considerava molto importante dal punto di vista della sua formazione.
Già nel 1970 inizia la produzione di abiti per il tempo libero, jeans in particolare, con il marchio Fiorucci. I prodotti vengono distribuiti anche all'estero, prima in Europa e poi in Giappone, Stati Uniti e Sud America. 
Nascono i primi negozi Fiorucci a Londra e a New York per poi proliferare in molte delle grandi metropoli in giro per il mondo. I suoi prodotti divengono subito un fatto di costume e finiscono con l'attrarre l'attenzione del jet set internazionale e Bianca Jagger, Andy Warhol, Grace Jones ne divengono degli estimatori. Segno della sua fama negli Stati Uniti è l'esplicita citazione (insieme a un altro stilista italiano) nel testo della canzone He's the Greatest Dancer delle Sister Sledge, del 1979.

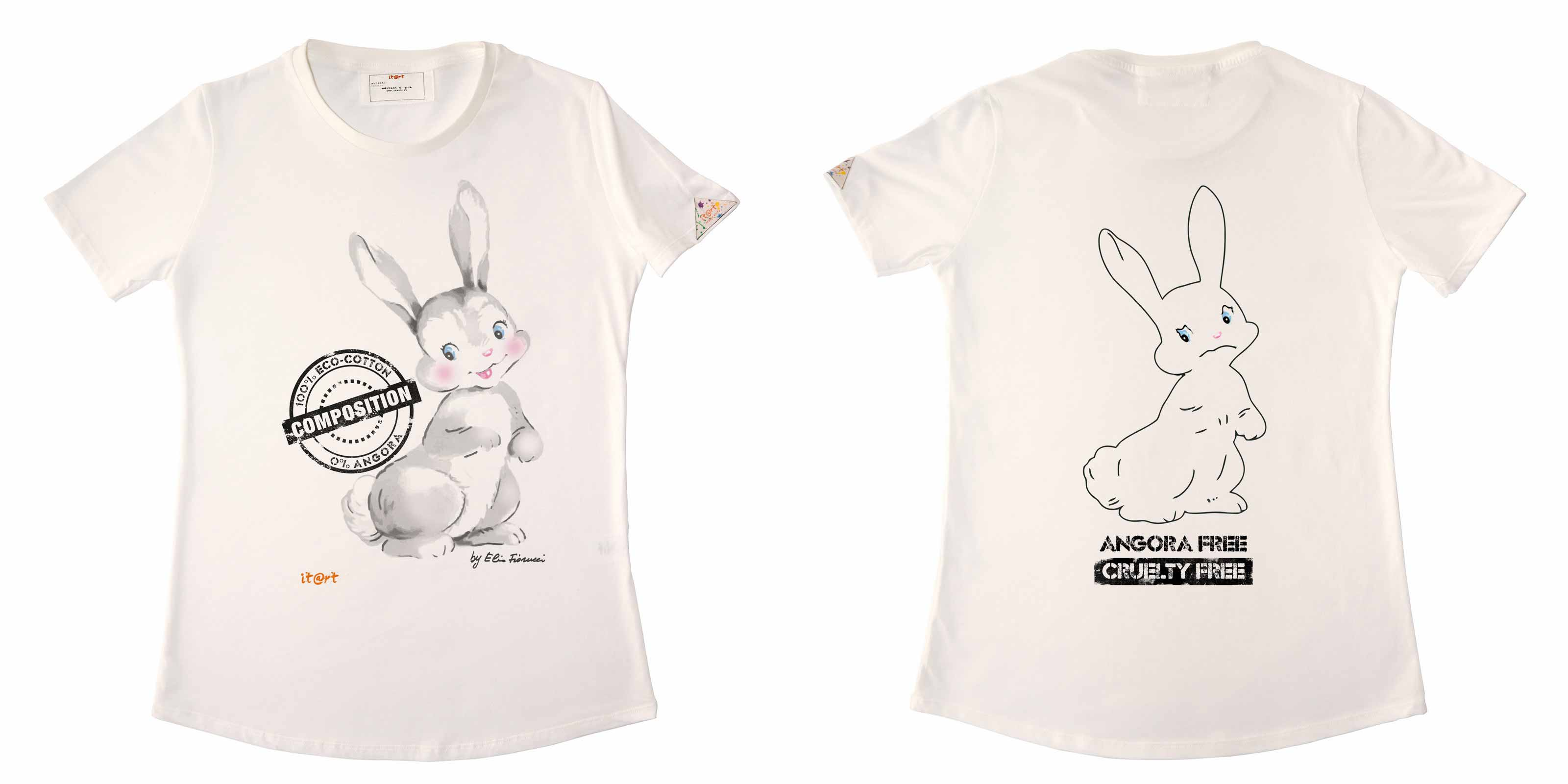
"No Cruelty - No Angora", opera t-shirt di denuncia di Elio Fiorucci per It@rt

Dopo la grande espansione durata circa tre decenni, nel 1990 cede l'attività alla società giapponese Edwin International che mantiene a Milano il solo centro di design del gruppo.
Nel 2000 compare nel lungometraggio La fabbrica del vapore del regista Ettore Pasculli.
Nel 2003 crea il progetto Love Therapy, che comprende jeans, felpe, abiti e accessori. Ad oggi, i capi della linea da bambina sono prodotti e distribuiti da Follie's Group srl 
Divenuto vegetariano per ragioni etiche, dal 2011 è fra i garanti del manifesto La coscienza degli animali.
Nel 2014 collabora con It@rt creando opere t-shirt esclusive a sostegno del Progetto Amazzonia del WWF e con una t-shirt denuncia contro le pellicce d'angora.
A luglio 2015, all'età di 80 anni, viene trovato morto nella propria abitazione a Milano stroncato da un malore.
Ha creato il logo dei City Angels. I quali, alla sua morte, gli hanno intitolato un loro centro d'accoglienza milanese per senzatetto e profughi.

## Riconoscimenti
Nel 2006 è insignito dell'Ambrogino d'oro.